# 2011년~2012년 모로코 시위

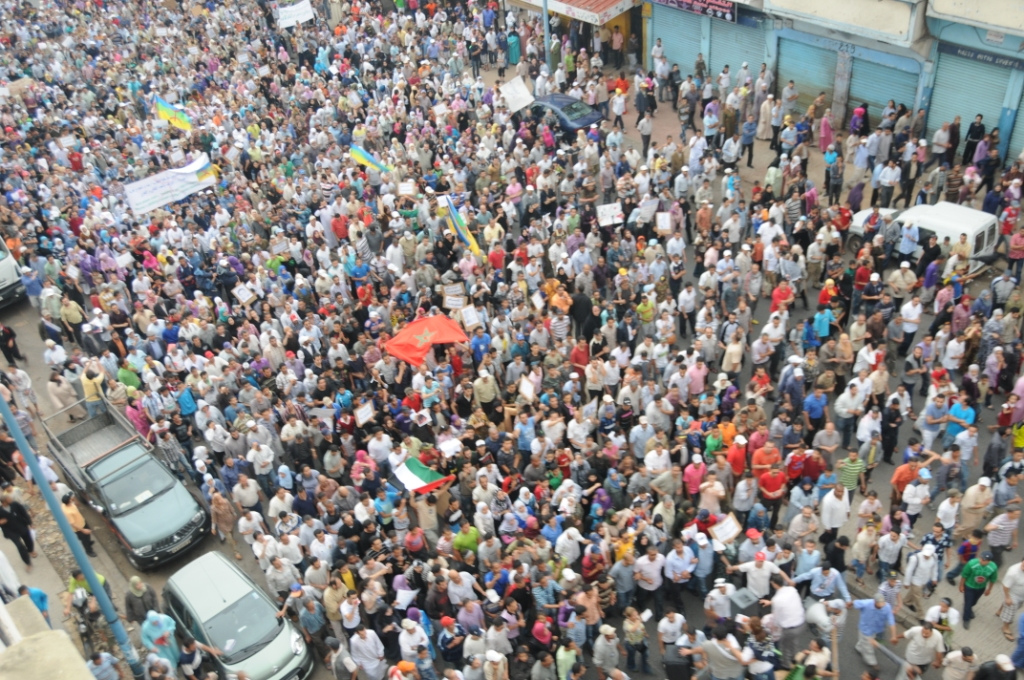
카사블랑카에서의 대규모 시위.

2011 ~ 2012년 모로코 반정부 시위는 모로코와 모로코령 서사하라 지역에서 2011년 2월 20일부터 일어난 반정부 시위로서 아랍의 봄에 따라 영향을 받은 시위이다.
모로코 정부 간부들은 평화적인 반정부 시위에 대해 승인하면서 페이스북으로 계획한 시위를 용인했다. 시위는 2월 20일 시작돼 헌법 개정을 요구했다.

3월 9일 국왕 모하마드 11세는 헌법 개정에 착수하며 법령에 따라 민주주의를 드높이고 "굳건한 신념을 갖고 역동적이며 깊은 개혁을 이뤄나갈 것"이라고 말했다. 헌법 개정에 착수할 작업을 시작하면서 6월부터 초안 헌법이 공표되기 시작할 예정이다.
4월 14일 모하마드 11세가 190명의 죄수를 석방했으며 사라위 독립활동가들을 포함했다.

## 헌법 개정 요구
6월 17일 금요일 텔레비전 연설에서 국왕이 연달아 헌법 개정을 하며 7월 1일 헌법 개정을 실시하겠다는 선언을 발표했다. 헌법 요구안은 총리와 의회에게 의결권을 높이며 베르베르어가 모로코 공식언어로 아랍어와 함께 등재되도록 한다. 또한 총리에게 장관 임명권을 부여하고 의회 해산권을 주어 왕에게만 이를 부여하지 않도록한다. 그러나 국왕은 그대로 국군통수권자이며 내각 의장, 치안에 관련한 권리를 행사한다. 새 헌법개정안은 또한 왕의 역할로서 모로코 내 최고 종교적 권위는 유지한다.

## 사망자
2월 21일 내무부는 5구의 시체가 알호세이마 강뚝에서 발견됐다고 밝혔으며 강둑은 20일 시위대의 방화로 인해 불타 파괴됐다.
2월 23일 부상을 입은 한 남자의 시신이 발견됐으며 세프로 시에서 3일 전에 발견된 것으로 병원 이송 중 사망했다.

## 같이 보기
- 아랍의 봄